# Jacinto Inácio Flach

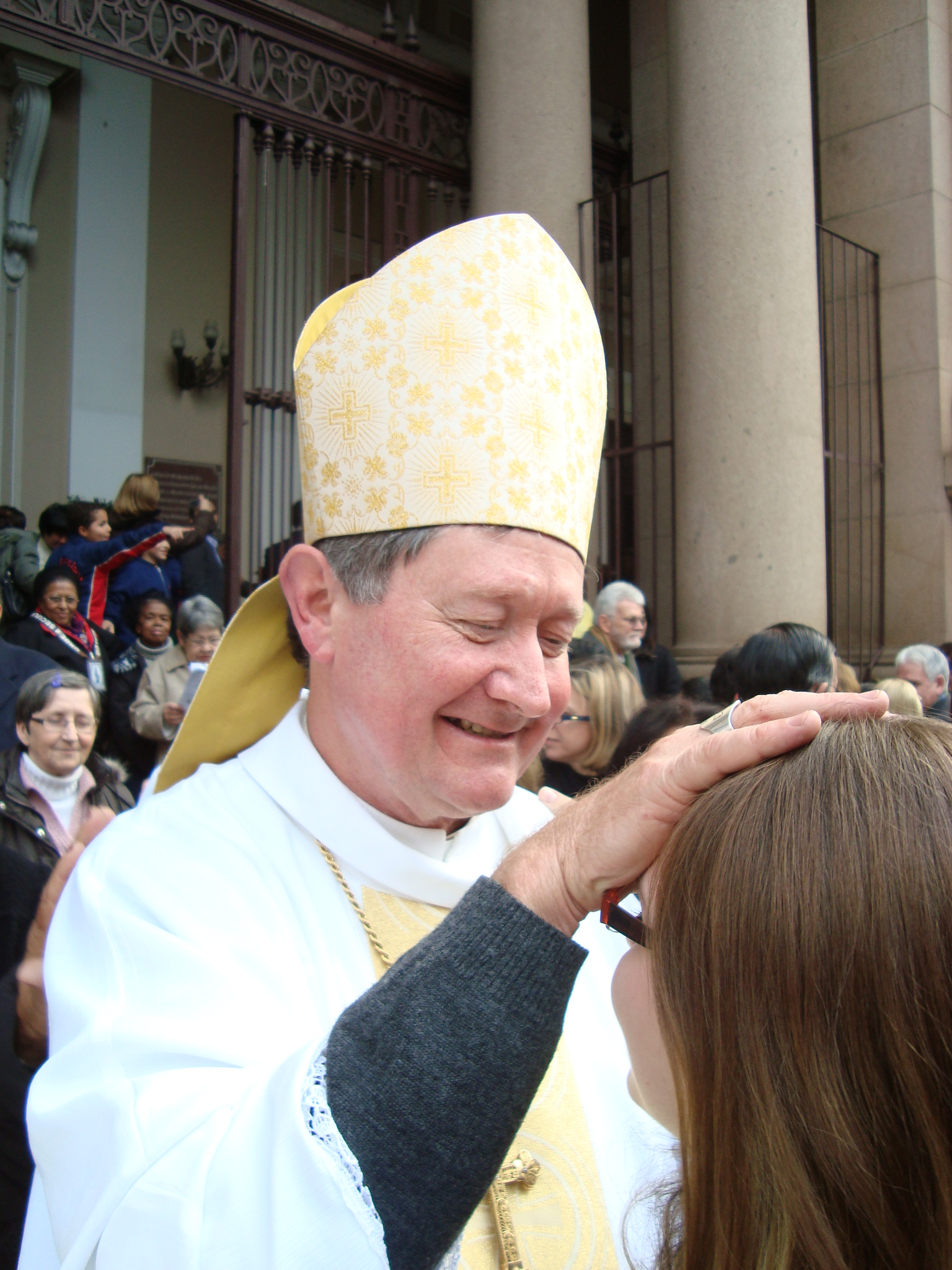
Jacinto Inácio Flach

Jacinto Inácio Flach (* 26. Februar 1952 in Bom Princípio) ist ein brasilianischer Geistlicher und römisch-katholischer Bischof von Criciúma.

Wappen von Jacinto Inácio Flach.

## Leben
Jacinto Inácio Flach empfing am 7. Mai 1988 die Priesterweihe für das Erzbistum Porto Alegre.
Papst Johannes Paul II. ernannte ihn am 12. November 2003 zum Weihbischof in Porto Alegre und Titularbischof von Gummi in Proconsulari. Der Erzbischof von Porto Alegre, Dadeus Grings, spendete ihm am 5. Februar des nächsten Jahres die Bischofsweihe; Mitkonsekratoren waren Altamiro Rossato CSsR, Alterzbischof von Porto Alegre, und José Clemente Weber, Weihbischof in Porto Alegre. Als Wahlspruch wählte er „MISERICORDIAM NUNTIO VOBIS“.
Papst Benedikt XVI. ernannte ihn am 16. September 2009 zum Bischof von Criciúma.